# Telefonní bankovnictví
Telefonní bankovnictví (phonebanking, telebanking) je jedna z metod spojení klienta s bankou. Dříve používané ve spojení pevnou linkou, dnes v drtivé většině případů využívané prostřednictvím komunikace mobilním telefonem. Tato metoda stojí na pomezí mobilního bankovnictví, do této kategorie však spadá nepřímo, jelikož pro komunikaci je možno použít i jiné zařízení, než mobilní telefon.
Telefonní bankovnictví je jedním z produktů přímého bankovnictví. Doplňuje portfolio banky a má stále pevné místo mezi mobilním a internetovým bankovnictvím. Mezi jeho nesporné výhody patří komunikace s proškoleným bankéřem, který má přehled a zkušenosti s řešenou problematikou. Přístup 24 hodin k této službě ve většině bank. Mezi nevýhody lze zařadit možnou frontu v případě většího množství hovorů, kdy v případě nutnosti provedení transakce a nedostupností počítače nebo internetu je klient odkázán na čekání, než jeho hovor přijde na řadu.

## Realizovatelné operace
Pomocí telefonního bankovnictví lze využít prakticky stejnou nabídku jako při užití internetového bankovnictví. Rozdělit je lze na aktivní a pasivní operace. U pasivních informací se jedná o sdělování veřejně dostupných dat a informací o bance a jejich produktech. Také chráněné informace, které pochází z bankovního systému, jako sdělení zůstatku na účtu klienta, výčet jeho realizovatelných operací a další informace. Aktivní operace, tj. zejména provádění transakcí, je další stupeň, který vyžaduje ze strany banky vyšší úroveň profesionality a zabezpečení. Mezi aktivní operace se řadí například příkazy k úhradě, trvalé příkazy, příkaz k inkasu, zahraniční platební styk, nebo založení, změna či zrušení termínovaného vkladu.

## Rozdělení
Telefonní bankovnictví se člení na dvě základní skupiny:
- Komunikace s bankéřem
- IVR (Interactive voice response)

Pro komunikaci s telefonním bankéřem není zapotřebí žádného technického vybavení. Stačí jakýkoliv telefon a znalost telefonního čísla banky. Služba je ve většině bank zřízena jako celodenní, aby klient v jakémkoliv případě byl okamžitě spojen a byl vyslyšen jeho požadavek. Žádost o blokaci karty je třeba řešit neprodleně po zjištění této události. Komunikace s bankéřem probíhá tak, že v případě spojení je klient osloven a dotázán na přihlašovací údaje, které jsou zapotřebí k jeho identifikaci. V případě pozitivní identifikace je bankéř připraven provést operace a odpovídat na dotazy. Tato metoda je velice interaktivní, bankéři jsou vyškoleni a měli by odpovědět a provést všechny požadavky, které jsou v možnostech banky, respektive telefonního bankovnictví.
IVR technologie je další možností komunikace a provedení operací. Jedná se o telefonní automat, který je nastaven na jisté úkony, které se zadávají ťukáním na telefonní číselník. Proto je zapotřebí telefon s tónovou volbou (dotykové mobilní telefony mají při hovoru možnost vysunout dotekovou klávesnici taktéž). Není možné použít telefon s vytáčecím číselníkem, který pracuje na principu cívky, a nerozlišuje tóny, které jsou pro IVR nutné. V menu IVR jsou poté nabízeny možnosti, které lze a není nutno využít. Ve většině bank je k dispozici také zkratka nebo tlačítko, které klienta přepojí na telefonního bankéře. Pro banku je tato technologie nákladově nenáročná, pasivní operace jako oznámení zůstatku jsou pak provedeny bez nutnosti telefonního bankéře.

## Bezpečnost telefonního bankovnictví
Identifikace klienta je oproti identifikaci na pobočce problematičtější. V případě návštěvy banky se předkládají osobní doklady, kde je minimální riziko krádeže identity. Jednou z možností je elektronický klíč, který je však pro banku velmi nákladný a není užíván ve veliké míře. Další možností, která je užívána, je identifikace pomocí osobního čísla a hesla (pinu). Tato metoda se využívá zejména u pasivních operací banky. V případě aktivních operací, kde je zjištění a zneužití osobních údajů klienta o mnoho větším problémem, je využito například unikátního bezpečnostního hesla, která klient dostal při zřízení telefonního bankovnictví (např. sada 50 unikátních kódů). Nelze však paušálně definovat zabezpečení na všechny banky, většina bank má vlastní systém zabezpečení, složený z několika úrovní. Dalším zabezpečením jsou limity plateb, které jsou nastaveny na určitou maximální hranici.